# Kraśniczyn
Kraśniczyn is een dorp in het Poolse woiwodschap Lublin, in het district Krasnostawski. De plaats maakt deel uit van de gemeente Kraśniczyn en telt 410 inwoners.